# Meunasah Baet
Meunasah Baet is een bestuurslaag in het regentschap Aceh Besar van de provincie Atjeh, Indonesië. Meunasah Baet telt 1012 inwoners (volkstelling 2010).